# Circondario di Hersfeld-Rotenburg
Il circondario di Hersfeld-Rotenburg è uno dei circondari dello stato tedesco dell'Assia.
Fa parte del distretto governativo di Kassel.

## Città e comuni
(Abitanti al 31 dicembre 2022)
| Comuni del circondario | Città 1. Bad Hersfeld (30 652) 2. Bebra (13 983) 3. Heringen (Werra) (7 080) 4. Rotenburg an der Fulda (14 066) | Comuni 1. Alheim (4 959) 2. Breitenbach a. Herzberg (1 714) 3. Cornberg (1 355) 4. Friedewald (2 531) 5. Hauneck (3 217) 6. Haunetal (2 949) 7. Hohenroda (3 099) 8. Kirchheim (3 614) 9. Ludwigsau (5 569) 10. Nentershausen (2 529) 11. Neuenstein (3 170) 12. Niederaula (5 302) 13. Philippsthal (Werra) (4 111) 14. Ronshausen (2 399) 15. Schenklengsfeld (4 296) 16. Wildeck (4 971) |